# Furka (prelaz)
Furka (nemško; Furka Pass, francosko: Le col de la Furka),  je visokogorski prelaz v švicarskih Alpah, ki povezuje kraj Gletsch v kantonu Valais s krajem Realp v kantonu Uri. Nadmorska višina prelaza je 2436 m.

## Zemljepisni položaj
Prelaz Furka leži na višini 2436 m in je v zimskem času neprevozen. Povezuje kantona Uri (kraj Realp) in Valais (kraj Gletsch). Do izgradnje železniškega predora je bil kraj Realp nedostopen v zimskem času zaradi zasneženosti prelaza Furka.

## Izgradnja predora
Osnovni železniški predor je bil izgrajen leta 1982.  Železniška linija Furka-Oberalp v dolžini 15,4 km poteka skozi predor Furka in obide prelaz. Sama izgradnja predora je stala več kot 300 mio švicarskih frankov in je nekajkrat presegla predračunsko vrednost 76 mio švicarskih frankov.

## Zanimivosti
Obiskovalci in uporabniki prelaza lahko parkirajo zraven Hotela Belvedere, v bližini vrha, in si privoščijo  kratek sprehod do ledenika Rona in Ledene jame. Ledenik se premika vsako leto 30-40 m in skozi 100 m dolg predor je Ledeno jamo  mogoče obiskati v času prevoznosti prelaza, nekje od junija, ko se odpre cesta in do oktobra, ko se cesta zapre. Iz ledenika izvira tudi reka Rona (nemško Rhone, francosko Rhône).
Na prelazu so snemali film o britanskem tajnem agentu Jamsu Bondu Goldfinger.